# NGC 376
NGC 376 је расејано звездано јато у сазвежђу Тукан које се налази на NGC листи објеката дубоког неба.
Деклинација објекта је - 72° 49' 26" а ректасцензија 1h 3m 53,4s. Привидна величина (магнитуда) објекта NGC 376 износи 10,9. NGC 376 је још познат и под ознакама ESO 29-SC29.